# Nina Axelrod
Nina Axelrod (Nueva York, 28 de julio de 1955) es una actriz y directora de casting estadounidense de cine y televisión activa entre las décadas de 1970 y 2000. Ha figurado en varios largometrajes, entre los que destacan Critters 3: You Are What They Eat, Cobra y Motel Hell. También ha actuado en series de televisión como Charlie's Angels y CHiPs.

## Filmografía destacada

### Como actriz
- 1991 - Critters 3: You Are What They Eat
- 1986 - Cobra
- 1983 - Cross Country
- 1983 - Proyecto Brainstorm
- 1983 - CHiPs
- 1982 - El visitante galáctico
- 1981 - Fantasy Island
- 1980 - Motel Hell
- 1980 - The Hollywood Knights
- 1979 - Roller Boogie
- 1979 - Charlie's Angels
- 1978 - Long Journey Back
- 1978 - The Hardy Boys/Nancy Drew Mysteries